# Paralimnophila (Paralimnophila) maxwelliana
Paralimnophila (Paralimnophila) maxwelliana is een tweevleugelige uit de familie steltmuggen (Limoniidae). De soort komt voor in het Australaziatisch gebied.